# F-10C
docomo STYLE series F-10C（ドコモ スマート シリーズ エフ イチ ぜろ シー）は、富士通によって開発されたNTTドコモの第3世代移動通信システム（FOMA）端末である。docomo STYLE seriesの端末。

## 概要
本端末はdocomo STYLE seriesシリーズではあるが、1220万画素の高機能カメラにIPX5/8相当の防水性能、IP5X相当の防塵性能、GPS、Bluetooth、GSMに対応しており、LTE非対応である点を除けばdocomo PRIME seriesと名乗ってもいいほどの高機能の上、厚さ11.8mmという、docomo SMART seriesにも引けをとらない薄さも要している端末である（同時期に同シリーズとして発売されたF-11Cよりも本機種の方が薄い）。
デザインはクリスタル調の背面パネルで、パネル角部分2カ所にはイルミネーション機能で、着信時や通話時などに光る他、サブディスプレーには自分好みの多彩なアニメーションを表示させることができる。
NTTドコモ2011年夏モデルの新機能である、長時間の動画ストリーミング再生が可能な50メガiモーションや着うたや動画などのコンテンツをまとめてダウンロードできるコンテンツパッケージにも対応している。
ジャイロセンサーや加速度センサーも搭載されており、エクササイズカウンター（歩数計）、温湿度センサーなどを搭載している。
アプリとして「高橋尚子のウォーキングアプリ」「高橋尚子のランニングアプリ」がプリインストールされている。また地磁気センサーを利用して方位も測ることができる。
おなじく加速度センサーを使った、ケータイ本体を腰に取り付けてスウィングするだけでスイングフォームのチェックができる、プロゴルファー江連忠監修のスイングチェックアプリも利用が可能となっている。
ブラウザにおいては、ページ表示の高速化を実現した「スマートブラウザ」を搭載している。

### メール作成
タイマーメールなどを使わなくとも、送信時刻を指定することにより、希望の時刻にメールを送信する、メール予約送信や、指定したに対してのみ自動返信をする、メール自動返信機能などが備わっているほか、デコメ絵文字が2000種類以上プリセットされている。 

### カメラ
カメラは1220万画素の高性能CMOSセンサー「Exmor for mobile」を搭載しておりまた画像処理エンジンでは「Milbeaut Mobile」を搭載で、低ノイズと高解像度の撮影が可能となっている。
動画撮影においてはフルHD動画（1920×1080）撮影も可能となっている。
また女性を意識した機能撮影時に美肌モード、瞳強調モード、小顔モードといった機能が搭載されている。
撮影機能としては、アートカメラ機能が搭載されており、クロマキー、ジオラマ、ビビッド、モノクロ、セピア、魚眼レンズ他様々なモードで撮影することができる。
またカメラは高速起動が可能なクイック撮影モードが本機種から搭載されている。
その他撮影機能
- 露光時間の違う2枚の写真を同時に撮影し自動で合成するHDR（ハイダイナミックレンジ）合成
- 指定した顔にピントを合わせる サーチミーフォーカス
- 背景ボケの印象的な一枚が撮れる ぼかし強調モード
- 連写後にベストな一枚を自動選択 ベストショットセレクト
- 薄暗い場所でも明るく撮れる 高感度撮影モード

## ワンセグ機能
- EPG（録画予約）
- 視聴予約
- 外部メモリ（microSD）への録画
- 字幕放送
- マルチウィンドウ
- Bluetoothによるワイヤレス音声出力

## その他機能
富士通特有の機能として、指紋センサーや、情報管理機能としてシークレットモード、microSDパスワード機能、クローズロック機能が搭載されている。
またスーパーはっきりボイス3＆ぴったりボイスが搭載されている。
音楽機能としては、FMトランスミッタや立体的な音再生ができるドルピーモバイルが搭載されている。
| 主な対応サービス                   | 主な対応サービス                                                    | 主な対応サービス                       | 主な対応サービス                                 |
| ---------------------------------- | ------------------------------------------------------------------- | -------------------------------------- | ------------------------------------------------ |
| タッチパネル                       | FOMAハイスピード7.2Mbps(受信)／5.7Mbps(送信)                        | Bluetooth                              | DCMX／おサイフケータイ                           |
| iアプリオンライン／地図アプリ      | 直感ゲーム／メガiアプリ                                             | iウィジェット                          | マチキャラ／iコンシェル                          |
| ホームU／ポケットU                 | GPS／オートGPS／ケータイお探し／海外GPS                             | デコメール／デコメ絵文字／デコメアニメ | iチャネル                                        |
| 着もじ                             | テレビ電話／キャラ電                                                | ケータイデータお預かりサービス         | フルブラウザ                                     |
| おまかせロック／バイオ認証         | 外部メモリーへiモードコンテンツ移行／ユーザーデータ一括バックアップ | トルカ                                 | iC通信／iCお引越しサービス                       |
| きせかえツール／ダイレクトメニュー | バーコードリーダ／名刺リーダ                                        | 2in1                                   | エリアメール／ソフトウェアーアップデート自動更新 |
| GSM／3Gローミング（WORLD WING）    | 着うたフル／うた・ホーダイ                                          | Music&Videoチャネル／ビデオクリップ    | デジタルオーディオプレーヤー(AAC)(WMA)           |

## プリインストールアプリ
| - 空気読み。 for F - MUSICアプリ - いつもNAVI［海外］ - 今の為替と株価 - ＠Fケータイ応援団INFO - 高橋尚子のランニングクリニック - 高橋尚子のウォーキングクリニック - 温湿度指数チェッカー - ETGAスウィングレッスン - ヘルスチェッカー - ロケーションレーダー（AR対応） - モバイルGoogleマップ - 地図アプリ - DCMXクレジットアプリ - iD 設定アプリ - ドコモwebメール - マクドナルド トクするアプリ - E★エブリスタアプリ - 楽オク☆アプリ - iCタグリーダー - TETRIS 1to3 for F - ロジックパズルF - モバイルSuica登録用iアプリ | - iアプリバンキング - Start！ iウィジェット - iWウォッチ - おサイフケータイ Webプラグイン - i Bodymo - お天気アプリ - かざす請求書 - ドコモ料金案内 - 電子マネー「nanaco」 - ゴールドポイントカード - ビックポイント機能付きケータイ - モバイルAMCアプリ - いっしょにデコ - FOMA通信環境確認アプリ - ZOOKEEPER DX F - 恋色デイズ［春樹編］ - ストリートファイターII 体験版 - ロックマン 体験版 - ぐるなび - Myきせかえクリエイター - Gガイド番組表リモコン - iアバターメーカー |

そのほかにドコモマーケットなどから様々なアプリケーションをダウンロードし、インストールすることができる。

## 歴史
- 2011年2月23日 - TELEC通過
- 2011年4月1日 - FCC通過
- 2011年5月16日 - NTTドコモより発表。
- 2011年6月4日 - 発売開始